# Хацег (остров)

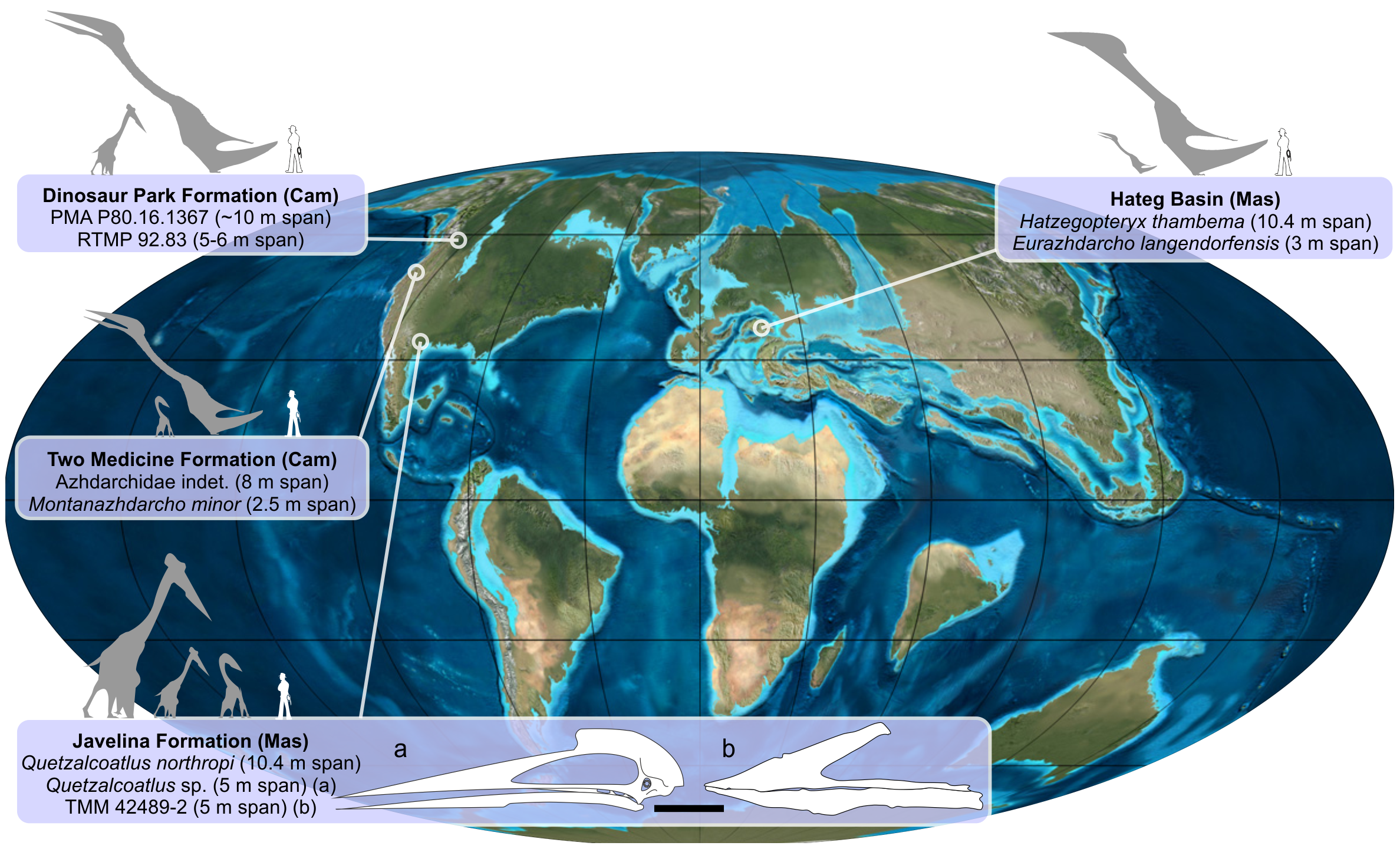
Карта, показывающая распространение гигантских птерозавров. На острове Хацег обитал хацегоптерикс (справа вверху)

Остров Хацег (англ. Hațeg Island, рум. Insula Hațeg) — крупный исчезнувший остров, существовавший в море Тетис на территории современной Европы (территория современного города Хацег, жудец Хунедоара, Румыния) с сеноманского по маастрихтский века позднемеловой эпохи. В отложениях острова были обнаружены остатки уникальной фауны, включавшей карликовые формы динозавров. Остров образовался в результате тектонического поднятия участка коры на начальных этапах развития альпийской складчатости, вызванной столкновением африканской и евразийской плит в конце мелового периода.
Венгерский палеонтолог Франц Нопча выдвинул теорию о том, что ограниченность экологических ресурсов острова привела к уменьшению размеров животных и возникновению карликовых форм.
Среди отложений, сформировавшихся на территории острова Хацег, наиболее изучены слои, относящиеся к маастрихтскому бассейну Хацег (Haţeg Basin), в составе котого выделено две геологических формации: формация Денсус-Чула (Densuș-Ciula Formation), обнажающаяся на севере бассейна, и формация Санпетру (Sânpetru Formation), обнажающаяся на юге бассейна.

## География
Предполагаемая площадь острова в маастрихткий век оцениваеся в 80 000 км2, что сопоставимо с площадью современного острова Гаити. Хацег располагался в экваториальном поясе, примерно на 27° северной широты.
Остров Хацег, вероятно, находился по меньшей мере в 200 км от ближайшей суши. На северо-западе отн него находился остров, соответствующий Чешскому массиву, на юго-востоке — остров на месте Балкано-Родопского массива (включая современный регион Родопских гор), а на западе — крупный остров на территории части современного Пиренейского полуострова. Ближайшими континентальными массивами суши были части Австро-Альпийского (на западе) и Адриатического (на юге) регионов.
Остров Хацег был окружён глубоким морским бассейном, в отличие от некоторых близлежащих островов и массивов суши, которые были окружены мелководным морем.

## Климат и экология
В маастрихте климат на острове Хацег был субтропическим, со средней температурой 20—25 °C. На острове были дождливые и сухие сезоны, но, несмотря на это, растительность на острове была преимущественно тропической. Изотопы углерода указывают на преобладание сухих лесов. В нижних слоях горных пород преобладают вулканические отложения, но в верхних слоях они отсутствуют, что указывает на снижение вулканической активности в это время.

## Палеофауна
На острове обитало около девяти видов динозавров и несколько видов птерозавров. Эти островные пресмыкающиеся отличались от своих континентальных сородичей по морфологии, экологии и физиологии, демонстрируя островную карликовость, а в случае с аждархидными птерозаврами — островной гигантизм. Например, титанозавр мадьярозавр имел тело длиной 5,4—5,55 м при массе 750 кг, в то время как материковые титанозавры, такие как патаготитан, могли достигать длины до 31 м при массе в 50—55 т. В то же время, птерозавр хацегоптерикс демонстрировал островной гигантизм, являясь одним из крупнейших представителей своего отряда (размах крыльев оценивается в 10—11 метров). По меньшей мере один вид возможных авиал — балаур — вторично утратил крылья и возможность к полёту из-за уменьшения размеров передних конечностей (подобно современным островным нелетающим птицам, таким как галапагосский нелетающий баклан). Млекопитающие представлены почти исключительно многобугорчатыми из семейства Kogaionidae (эндемичная группа, которая эволюционировала в условиях островной изоляции и выработала уникальные адаптации к насекомоядности), а также одним образцом представителя группы эутерий.

### Динозавры
| Тероподные динозавры | Тероподные динозавры | Тероподные динозавры | Тероподные динозавры |
| Род                  | Вид                  | Примечание | Изображение          |
| -------------------- | -------------------- | --- | -------------------- |
| Balaur               | B. bondoc            | Паравес. Первоначально определён как дромеозаврид, но может быть авиалом, вторично утратившим способность к полёту. Возможно, младший синоним более фрагментарного Elopteryx. |                      |
| Bradycneme           | B. draculae          | Мелкий теропод неясного систематического положения (возможно, альваресзаврид).                                                                                                |                      |
| Elopteryx            | E. nopcsai           | Паравес, возможно, относящийся к авиалам. |                      |
| Gargantuavis         | G. philoinos         | Гигантский нелетающий авиал (базальная птица). |                      |
| Heptasteornis        | H. andrewsi          | Сомнительный теропод (возможно, альваресзаврид). |                      |
| Megalosaurus (?)     | «M.» hungaricus      | Неопределённый теропод (остатки утеряны). |                      |

| Завроподные динозавры | Завроподные динозавры | Завроподные динозавры | Завроподные динозавры          |
| Род                   | Вид                   | Примечание            | Изображение                    |
| --------------------- | --------------------- | --------------------- | ------------------------------ |
| Magyarosaurus         | M. dacus              | Карликовый завропод.  |                                |
| Magyarosaurus         | M. hungaricus         | Карликовый завропод.  |                                |
| Magyarosaurus         | M. transsylvanicus    | Карликовый завропод.  |                                |
| Paludititan           | P. nalatzensis        | Карликовый завропод.  | Dorsal vertebra of Paludititan |

| Птицетазовые динозавры | Птицетазовые динозавры | Птицетазовые динозавры   | Птицетазовые динозавры |
| Род                    | Вид                    | Примечание               | Изображение            |
| ---------------------- | ---------------------- | ------------------------ | ---------------------- |
| Struthiosaurus         | S. transylvanicus      | Небольшой нодозаврид.    |                        |
| Telmatosaurus          | T. transsylvanicus     | Карликовый гадрозавроид. |                        |
| Transylvanosaurus      | T. platycephalus       | Рабдодонтид.             |                        |
| Zalmoxes               | Z. robustus            | Рабдодонтид.             |                        |
| Zalmoxes               | Z. shqiperorum         | Рабдодонтид.             |                        |

### Птерозавры
| Птерозавры          | Птерозавры         | Птерозавры                            | Птерозавры  |
| Род                 | Вид                | Примечание                            | Изображение |
| ------------------- | ------------------ | ------------------------------------- | ----------- |
| Albadraco           | A. tharmisensis    | Аждархид.                             |             |
| Eurazhdarcho        | E. langendorfensis | Аждархид.                             |             |
| Hatzegopteryx       | H. thambema        | Гигантский аждархид.                  |             |
| Azhdarchidae indet. |                    | Безымянный аждархид с массивной шеей. |             |

### Земноводные
| Земноводные      | Земноводные      | Земноводные                                 | Земноводные |  |
| Род              | Вид              | Примечание                                  | Изображение |  |
| ---------------- | ---------------- | ------------------------------------------- | ----------- |  |
| Albanerpeton     | Не определено    | Земноводное из семейства Albanerpetontidae. |             |  |
| Hatzegobatrachus | H. grigorescui   | Лягушка из семейства жерлянок.              |             |  |
| Paralatonia      | P. transylvanica | Лягушка из семейства круглоязычных.         |             |  |

### Черепахи
| Черепахи          | Черепахи    | Черепахи                          | Черепахи    |
| Род               | Вид         | Примечание                        | Изображение |
| ----------------- | ----------- | --------------------------------- | ----------- |
| Dortoka           | D. vremiri  | Черепаха из семейства Dortokidae. |             |
| Dortokidae indet. |             | Неопределённый таксон.            |             |
| Emydidae indet.   |             | Неопределённый таксон.            |             |
| Kallokibotion     | K. bajazidi | Представитель Perichelydia.       |             |

### Чешуйчатые
| Чешуйчатые        | Чешуйчатые                     | Чешуйчатые                             | Чешуйчатые  |
| Род               | Вид                            | Примечание                             | Изображение |
| ----------------- | ------------------------------ | -------------------------------------- | ----------- |
| Barbatteius       | B. vremiri                     | Ящерица из семейства Barbatteiidae.    |             |
| Becklesius        | B. nopcsai                     | Ящерицы из семейства Paramacellodidae. |             |
| Becklesius        | Becklesius cf. B. hoffstetteri | Ящерицы из семейства Paramacellodidae. |             |
| Bicuspidon        | B. hatzegiensis                | Ящерица из клады Polyglyphanodontia.   |             |
| Lacertilia indet. | Неопределённые виды            | По меньшей мере 5 таксонов.            |             |
| Nidophis          | N. insularis                   | Змея из семейства Madtsoiidae.         |             |

### Крокодиломорфы
| Крокодиломорфы | Крокодиломорфы  | Крокодиломорфы                                       | Крокодиломорфы |
| Род            | Вид             | Примечание                                           | Изображение    |
| -------------- | --------------- | ---------------------------------------------------- | -------------- |
| Aprosuchus     | A. ghirai       | Карликовый крокодиломорф из семейства Atoposauridae. |                |
| Allodaposuchus | A. precedens    | Эузухия из семейства Allodaposuchidae.               |                |
| Doratodon      | D. carcharidens | Крокодиломорф из клады Notosuchia.                   |                |
| Sabresuchus    | S. sympiestodon | Параллигаторид.                                      |                |

### Млекопитающие
| Млекопитающие | Млекопитающие     | Млекопитающие                             | Млекопитающие |
| Род           | Вид               | Примечание                                | Изображение   |
| ------------- | ----------------- | ----------------------------------------- | ------------- |
| Barbatodon    | B. transylvanicus | Многобугорчатое из семейства Kogaionidae. |               |
| Kogaionon     | K. ungureanui     | Многобугорчатое из семейства Kogaionidae. |               |